# Pogonopygia nigralbata
Pogonopygia nigralbata là một loài bướm đêm thuộc họ Geometridae. Nó được tìm thấy ở bán đảo Mã Lai, Sumatra, Borneo, Nhật Bản, đông bắc Himalaya, miền bắc Việt Nam và Luzon.
Sải cánh dài 46–53 mm.
Ấu trùng ăn các loài Illicium in Japan.

## Phụ loài
- Pogonopygia nigralbata nigralbata (Japan, đông bắc Himalaya, miền bắc Vietnam, Luzon)
- Pogonopygia nigralbata attenuata (bán đảo Mã Lai, Sumatra, Borneo)